# إيوارت سميث
إيوارت سميث (بالإنجليزية: Ewart Smith)‏ هو موظف مدني أسترالي، ولد في 1920، وتوفي في 1991.